# اچ‌ام‌اس اونزلاوت (اس۱۴)
اچ‌ام‌اس اونزلاوت (اس۱۴) (به انگلیسی: HMS Onslaught (S14)) یک زیردریایی است. این زیردریایی در سال ۱۹۶۱ ساخته شد.